# 格林瓦利 (馬里蘭州)
格林瓦利（英語：Green Valley）是位於美國馬里蘭州弗雷德里克縣的一個普查規定居民點。

## 人口
根據2020年美國人口普查的數據，格林瓦利的面積為44.37平方千米，當中陸地面積為44.28平方千米，而水域面積為0.09平方千米。當地共有人口12643人，而人口密度為每平方千米284.94人。